# Newportia diagramma
Newportia diagramma är en mångfotingart som beskrevs av Chamberlin 1921. Newportia diagramma ingår i släktet Newportia och familjen Scolopocryptopidae.
Artens utbredningsområde är Guyana. Inga underarter finns listade i Catalogue of Life.